# Pelophylax terentievi
Espèce
Synonymes
- Rana terentievi Mezhzherin, 1992

Statut de conservation UICN

 DD  : Données insuffisantes
Pelophylax terentievi est une espèce d'amphibiens de la famille des Ranidae.

## Répartition
Cette espèce se rencontre dans le sud du Tadjikistan et dans le nord-ouest du Xinjiang en République populaire de Chine.

## Description
Pelophylax terentievi est morphologiquement très proche de Pelophylax ridibundus et c'est essentiellement au niveau des analyses biochimiques que les différences sont les plus visibles.

## Étymologie
Cette espèce est nommée en l'honneur de Pavel Victorovich Terentjev.

## Publication originale
- Mezhzherin, 1992 : A new species of green frogs Rana terentievi sp. nova (Amphibia, Ranidae) from South Tadjikistan. Dopovidi Akademiï nauk Ukraïnskoï RSR. Seriia B, Mathematicheskie, Estestvennye, Tekhnickeskie Nauki, vol. 5, p. 150-153.